# Tomicobomorpha
Tomicobomorpha is een geslacht van vliesvleugeligen uit de familie Pteromalidae. De wetenschappelijke naam van dit geslacht is voor het eerst geldig gepubliceerd in 1915 door Girault.

## Soorten
Het geslacht Tomicobomorpha omvat de volgende soorten:
- Tomicobomorpha stellata Girault, 1915
- Tomicobomorpha subplana Boucek, 1988